# 自变量和因变量

函數常以橫軸表示自變數（解釋變數）、縱軸表示應變數（被解釋變數）的函數圖像來描繪。在此函數中，x為自變數，y為應變數。

自變數（英語：independent variable），又稱獨立變數、解釋變數（explanatory variable）、外生變數，是可由研究者选择、控制、研究，且能独立变化而影响或引起其他变量变化的条件或因素（变数、变量、变项）。
與自變數相對者為應變數（英語：dependent variable），又稱因變數、被解釋變數、內生變數、反应变量、响应变量（response variable）、依變數、果變數，亦即要研究的目标变量，其取值可被观测且随自变量的变化而变化。
此外，另有控制變數（英語：controlled variable），又称额外变量（extraneous variable）、无关变量，是除了实验因素（自变量）以外，所有可能影响实验变化和结果并需要进行控制的潜在条件或因素（变数、变量、变项）。在實驗中，有各種會影響實驗結果的因素，由於各項因素的不確定性與不可預測性，因此需先設定何者為人為可控制之控制變數，何者為實驗主要目標之自變數。其目的是為了釐清哪些因素能使實驗產生不同的結果而形成的概念。
上述三种变量，主要用於實驗或迴歸式中。

## 變數
變數（變量、變項、變因）分為下列三者：
- 自變數（操作變因、操縱變因、獨立變項）：實驗中唯一能改變的因素。（通往日報酬率圖額五午餐費率維持不變）的因素。（實驗組及對照組皆相同的因素）

此外，有一種實驗標題能夠透露出自變數及應變數為何物，如「溫度對蒸騰作用速率的影響？」中，「溫度」為自變數、「蒸騰作用速率」則是應變數（或是與「失水量」類似，同樣可以量度蒸騰作用速率的變因），控制變數則可以是「光強度」、「濕度」等同樣可以影響蒸騰作用速率（應變數）的因素。但並非適用於所有實驗標題，如「熔化熱實驗」、「製作氧氣實驗」等「沒有『問號』的實驗標題」和「非探究型實驗」則無法透露自變數及應變數為何或是「根本沒有變量」（亦指無實驗組與對照組）。

## 例子
- 濕度對發霉的影響：
  - 步驟：兩小塊相同土司分別放入兩個夾鏈袋，並取其一噴入水。
  - 獨立變數：水分多少（噴水與否）
  - 控制變數：土司大小、擺放位置、溫度、空氣量、夾鏈袋大小
  - 應變數：發霉的速度（黴菌生長速度）
- 酸對生鏽的影響：
  - 步驟：兩塊大小相同的鋼棉（最好是相同廠牌）分別浸入水和醋酸水溶液。
  - 獨立變數：液體種類（是否含有酸）
  - 控制變數：鋼棉大小、液體量（水和醋酸水溶液之量必須相等）、擺放位置
  - 應變數：生鏽的速度及範圍
- 電流大小對手機的影響（充電速度）
  - 獨立變數：電流大小
  - 控制變數：手機的品牌,型號,出產國家,日期
  - 應變數：手機充電的速度(時間長短)

### 引用
1. ↑  Hastings, Nancy Baxter. Workshop calculus: guided exploration with review. Vol. 2. Springer Science & Business Media, 1998. p. 31

### 來源
臺灣教科書
- 《國小自然6下》，南一出版，2011年1月版
- 《國中自然1上》，翰林出版，2011年6月版
- 《國中自然2上》，翰林出版，2012年6月版

## 外部連結
-{zh-hans; zh-hant;|
- 維基筆記-變因
- 網路百科-變因
- 中文世界大典-變因 （页面存档备份，存于）

}-